# Большие Кибя-Кози
Большие Кибя-Кози (тат. Олы Кибәхуҗа) — село в Тюлячинском районе Татарстана. Входит в состав Малокибякозинского сельского поселения.

## География
Находится на реке Макса, в 9 км к северу от села Тюлячи.

## История
Основано в период Казанского ханства. В исторических документах известно также под названием Н. Кибяк-Кози. В XVIII — первой половине XIX века жители относились к сословию государственных крестьян. Занимались земледелием (начале XX века земельный надел сельской общины составлял 1604,25 десятины), разведением скота, портняжным промыслом. 
В «Списке населенных мест по сведениям 1859 года», изданном в 1866 году, населённый пункт упомянут как казённая деревня Большие Кибяк-Кози 2-го стана Лаишевского уезда Казанской губернии. Располагалась при речке Максе, по правую сторону Зюрейской торговой дороги, в 80 верстах от уездного города Лаишево и в 30 верстах от становой квартиры в казённом селе Карабаяны (Богородское). В деревне, в 105 дворах жили 644 человека (320 мужчин и 324 женщины), была мечеть.
В начале XX века здесь действовали медресе, водяная мельница, крупообдирка, 4 бакалейные лавки. До 1920 года село входило в Больше-Кибяк-Козинскую волость Лаишевского уезда Казанской губернии. С 1920 года в составе Лаишевского, с 1927 года — Арского кантонов ТАССР. С 10.08.1930 в Сабинском, с 10.02.1935 в Тюлячинском, с 12.10.1959 в Сабинском, с 04.10.1991 в Тюлячинском районах. 

## Население
| 1782 | 1859 | 1897 | 1908 | 1920 | 1926 | 1938 | 1949 | 1958 | 1970 | 1979 | 1989 | 2000 |
| ---- | ---- | ---- | ---- | ---- | ---- | ---- | ---- | ---- | ---- | ---- | ---- | ---- |
| 129  | 644  | 835  | 927  | 988  | 724  | 699  | 746  | 548  | 492  | 383  | 311  | 319  |

Национальный состав села — татары.

## Экономика
Полеводство, мясное скотоводство, овцеводство.

## Инфраструктура
Начальная школа, дом культуры.

## Религия
Мечеть.